# Alberto de Wallenstein
Alberto Wenzel Eusebio de Wallenstein (en alemán: Albrecht Wenzel Eusebius von Wallenstein; en checo: Albrecht Václav Eusebius z Valdštejna), más conocido como Wallenstein o Waldstein (Hermanitz, 24 de septiembre de 1583-Eger, 25 de febrero de 1634), fue un político bohemio y caudillo militar, mercenario al servicio del emperador Fernando II que luchó contra los rebeldes protestantes y sus aliados suecos y daneses. 
Llegó a poseer un ejército de 30 000 a 100 000 hombres bajo su mando durante la guerra de los Treinta Años, y fue nombrado  duque de Friedland y caballero del Toisón de Oro (1625), duque de Żagań (1627), así como duque de Mecklemburgo (1628-1631) y Conde Palatino. Fue un gran militar y aventurero que se distinguió por su crueldad y su carácter agrio, cínico y siempre malhumorado.
En 1799 el poeta y dramaturgo romántico Friedrich Schiller le dedicó una obra a Wallenstein, muy contraria a los Habsburgo.

## Primeros años
Nació dentro de una familia de la nobleza menor de Bohemia. Fue educado de los 12 a los 14 años en la escuela de Koschumberg, población en la que pasó a vivir bajo la tutela de su tío Enrique de Slawata, un luterano con reminiscencias husitas afiliado a la corriente de los Hermanos Bohemios, una organización luterana que seguía asumiendo viejos ritos utraquistas. Allí estaría solo dos años, pues a la muerte de su tío en 1597, Carlos de Zierotin, cabeza visible de la citada hermandad en Silesia y Moravia, y futuro cuñado del mismo Alberto, sugiere que ingrese en la escuela de latín que la organización tenía en el colegio de Goldberg.
Con posterioridad, y ante la fama alcanzada por el bando católico gracias a las victorias de Alberto, los jesuitas correrían el extendido bulo de que la educación infantil del Comandante Imperial había estado a su cargo en la escuela que la Compañía de Jesús tenía en Olmutz. Pero esto no fue así, pues raro hubiera sido que los Hermanos Bohemios, protestantes y antiguos herejes, permitieran que uno de sus integrantes dejara educar a uno de sus pupilos en dicha institución católica, en vez de en el citado colegio de Goldberg, adscrito al burgo de Liegnitz en la Baja Silesia, zona de profunda influencia de estos viejos nobles silesios. Y así, en dicha escuela protestante figura registrado hasta 1599, año en que pasará a estudiar en la Academia de Altdorf, dependiente de la Universidad del burgo de Núremberg, en Franconia, un lugar de estudio al que acudían desde hacía años los pequeños nobles de Bohemia, Silesia y Moravia.
Tras diversos incidentes, que incluyeron su participación en la muerte de un soldado viejo, prosiguió sus estudios en otros centros, entre ellos los de Bolonia y Padua, pues en la época era normal la itinerancia en los estudios entre aquellos jóvenes nobles, así como las reyertas entre estudiantes y habitantes de las ciudades donde estos cursaban los estudios.
A su vuelta, con una mínima herencia en el bolsillo y teniendo como tutora a una vieja tía soltera, Jitka de Valjsten (bajo cuya tutela quedarían también las únicas dos hermanas que le quedaban vivas a Alberto, de entre los seis hermanos que tuviera), decidió enrolarse en el ejército que Rodolfo II ordenaba tener destacado (pero armado y sufragado con cargo a los estados de Moravia y Silesia y bajo el mando de Giorgio Basta), en la eterna lucha en las fortalezas húngaras contra el turco. Allí, nada más alistarse, pidió comenzar desde la pica, pues es lo que se le exigía a todo pequeño noble que quisiera hacer carrera militar.
Pese a que nació siendo protestante, en 1604 se convirtió al catolicismo mediante su amistad con los jesuitas y con los integrantes de la dinastía gobernante de los Habsburgo.
A finales de 1608, el padre Veit Pachta, un nuevo amigo de Alberto, que pertenecía a la omnipresente Compañía de Jesús –era el rector del convictorio (en los colegios de jesuitas, departamento donde viven los educandos) de los jesuitas en Olmütz–, le suplica que viaje a esa capital de Moravia por un asunto urgente que no era otro que el desposar a una rica viuda que no tenía hijos, pero sí parientes protestantes: Lucrecia de Landek, hija de Sigmundo Nekes de Landek y viuda del recién fallecido Arkleb de Vickov.  Sus propiedades, incomparables con Hermanitz, eran Vsetín, Lukov, Rymnice y Milotice. Wallenstein bien podía haberla conocido antes, de su estancia de juventud y estudios en el castillo de Burgau, pero es este un extremo todavía sin confirmar. Lo que sí es evidente es que la labor del católico amigo de Wallenstein fue pactar que las tierras cayeran en manos de un noble igualmente católico. La reunión de los novios se solucionó con discreción y rapidez. Transacciones realistas eran casi siempre los matrimonios en el estamento al que pertenecía Wallenstein. 
Lo cierto es que rara vez Alberto demostró abiertamente su amor por otra persona. Pero si alguna vez lo hizo, y así se deriva de algunos de sus escritos y homenajes posteriores, la receptora de sus escasos parabienes fue Lucrecia, tres años mayor que Wallenstein. El 2 de marzo de 1614 falleció asistida por los monjes cartujos y heredó sus propiedades. Wallenstein permanecería viudo a partir de aquel día durante nueve años; mucho según su estamento y juventud. Al respecto Johannes Kepler llega a hacer una pequeña anotación marginal en una de sus cartas, comentando de Wallenstein que durante todos aquellos años, en contra de los usos comunes, el soldado prefirió hacer uso de amantes antes que volver a casarse.
En 1615, en el sur, el archiduque Fernando de Estiria no sólo tenía que gobernar en Estiria y Carintia, sino también en Carniola, el Condado de Gorizia, Gradisca d'Isonzo y las tierras de Istria, con Trieste abrazando una parte del mar Adriático. La vecindad de la ambiciosa Venecia se emparentaba con la enemistad: querían el mar Adriático para ellos solos: la excusa en busca del casus belli utilizada para patrullar y bloquear aquellos puertos por parte de las galeras venecianas fueron los piratas Uscocos, protegidos por Fernando, pues eran católicos instalados en Croacia y en el puerto de Senj y que se dedicaban a saquear naves venecianas que, precisamente, abastecían de armas al turco.
Venecia, finalmente, atacó abiertamente y apoyada por los enemigos de los Habsburgo: Inglaterra, los Estados Generales, el archiducado de Saboya, harto del paso español hacia Flandes y, como no, por el turco, que poco antes hubiera borrado Venecia del mapa pero que ahora, temiendo el ascendente de Fernando de Estiria dentro de la familia Imperial, se aliaba con su causa. Comenzaba la Guerra Friulana.
El 6 de abril de 1617 Alberto de Wallenstein asistirá al archiduque Fernando de Estiria en su campaña con 180 coraceros y 80 mosqueteros pagados por él, empezando con ello su servicio mercenario al que un día sería Emperador.

## Guerra de los Treinta Años
El comienzo de la guerra de los Treinta Años tuvo lugar por la revuelta de los protestantes de Bohemia en 1618 en la que Wallenstein sufrió por ser católico. Sus posesiones fueron saqueadas e incautadas y tuvo que huir a Viena no sin antes haber rescatado el tesoro de Moravia, para posteriormente entregárselo al emperador.
Equipó un ejército de coraceros consiguiendo una gran distinción bajo el mando de Karel Bonaventura Buquoy en la lucha contra el condotiero Ernesto de Mansfeld, al servicio del rey de invierno Federico V del Palatinado, y contra el príncipe de Transilvania, y un convencido anti-Habsburgo, Gabriel Bethlen en Moravia. Reconquistó sus tierras y después en la batalla de la Montaña Blanca protegió las posesiones de la familia de su madre y confiscó tierras de protestantes. Agrupó sus nuevas posesiones en Friedland en el norte de Bohemia siendo él gobernador. Su gran valor en las distintas acciones de 1622 le llevaron a ser nombrado conde palatino, en 1623 príncipe y en 1625 duque de Friedland. Además Fernando II asoció a Wallenstein en un sindicato en que se autorizaba a emitir moneda en Bohemia, Moravia y Austria. Empezó a comprar las propiedades de los nobles protestantes ejecutados o deportados.
Mientras y por fin, ya sin mediar amores de juventud en ello y solo interés político abiertamente declarado, en el año de 1623, un 9 de junio, Wallenstein volvió a casarse; esta vez con María Isabel Teresa Catalina, hija del Conde Carlos Bernardo de Harrach, hombre fuerte de Fernando II de Habsburgo en la corte, otra de cuyas hijas, además, había desposado con un primo de Alberto, Maximiliano de Waldstein, en 1618. Se conservan ejemplos de la correspondencia de la pareja. Tuvieron dos hijos, María Isabel, que se casó con Rodolfo de Kaunitz, y Alberto Carlos, que murió inmediatamente después de nacer. Los dos matrimonios hicieron de él uno de los hombres más ricos en la Corona bohemia.

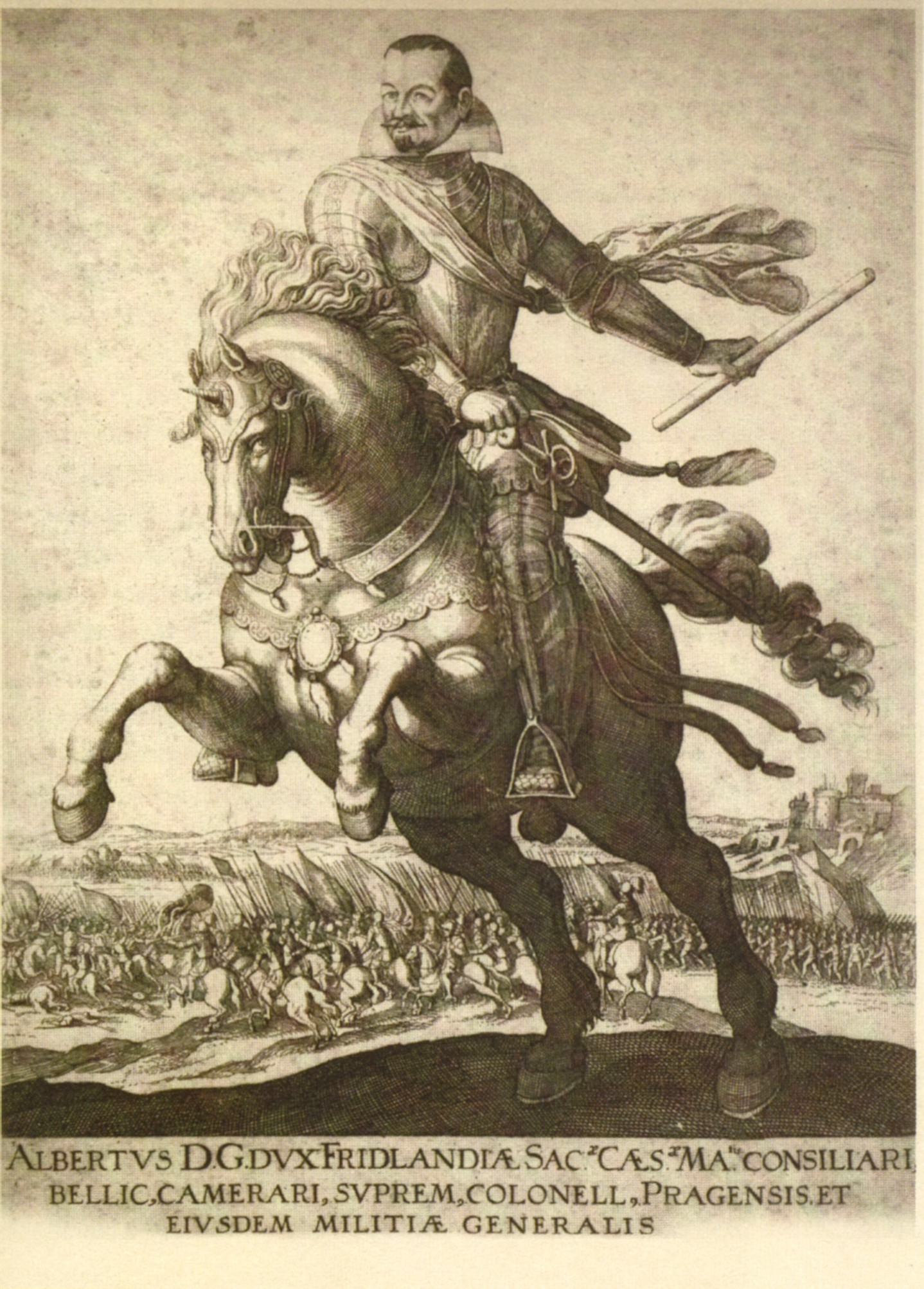
Wallenstein como duque de Friedland.

En 1626 Fernando II pidió auxilio a Wallenstein por la situación caótica que estaban llevando a cabo los protestantes del norte, con lo cual se creó una Liga Católica bajo el mando de Johann Tserclaes, conde de Tilly. Wallenstein aumentó las fuerzas con un ejército imperial de 30.000 hombres que se unieron gracias a su popularidad. Lucharon juntos entre 1625 y 1627 contra Ernesto de Mansfeld. Golpeó a éste en Dessau, saliendo victorioso y liquidando al resto del ejército de Mansfeld en 1627 en Silesia. En esta época compró para el emperador el ducado de Sagan con el dinero conseguido en las rapiñas y saqueos efectuados a los protestantes de Mansfeld. Su condición de militar a la causa católica era la de quedarse con el botín y cobrar los impuestos de las regiones capturadas. Se puso de nuevo junto a los soldados de Tilly para luchar en contra del rey danés Cristián IV y conquistar el ducado de Mecklemburgo. Las victorias siguieron de su parte al conquistar Pomerania y Jutlandia a los daneses. Sin embargo, no pudo capturar la capital danesa de la isla de Seeland al no poseer una flota ya que los polacos no permitían crear una flota imperial en el mar Báltico. En 1628 fracasó en la captura de Stralsund, la cual fue auxiliado por las tropas suecas de Gustavo II Adolfo. En el Tratado de Lübeck en 1629, Dinamarca dejaba de apoyar a los protestantes.
La popularidad de Wallenstein se fue acrecentando por sus victorias y esto hizo que algunos miembros de la corte de Fernando II pusieran en alerta al emperador de que su comandante quería hacerse con el control de los príncipes alemanes y restaurar el poder imperial bajo su persona erigiéndose él emperador, además de apoyar el protestantismo aliándose con el rey sueco Gustavo II Adolfo. Fernando destituyó de su cargo a Wallenstein en septiembre de 1630, que dejó sus tropas en manos del Conde de Tilly y se retiró a Jicin, capital del ducado de Frienland. Allí vivió en una atmósfera de misteriosa magnificencia. Wallenstein quiso unirse a Gustavo Adolfo reclutando un ejército pagado (como siempre) de sus propios fondos para atacar a los católicos, pidiendo ser virrey de todas aquellas regiones que conquistara. Pero el rey sueco desoyó a Wallenstein, desconfiado al tratarse de un traidor.
Sin embargo el emperador Fernando pronto tuvo que volver a llamar a Wallenstein ya que los católicos habían sufrido dos grandes derrotas a manos de los suecos (batalla de Breitenfeld y la batalla del río Lech, en donde resultó muerto Tilly), además de la ocupación de Bohemia y el avance sobre Múnich. Wallenstein volvió a la lucha atacando al rey Gustavo II Adolfo con un nuevo ejército y fue rechazado cerca de Núremberg, pero consiguió saquear Sajonia de una manera bárbara, y participó en la batalla de Lützen (1632), en donde las fuerzas católicas acabaron huyendo, pero el rey sueco murió en combate.
En 1633 volvieron a aparecer las sospechas de Fernando II sobre Wallenstein porque este había mostrado falta de voluntad en las batallas anteriores, y de abandonar al emperador. Además llegó a prepararse para forzar una justa paz para una Alemania unida negociando con Sajonia, Brandeburgo, Suecia y Francia para este fin. Sin embargo no obtuvo el apoyo suficiente y ansioso al ver su poder debilitado, asumió la ofensiva contra suecos y sajones, consiguiendo su última victoria en Stinau del Oder (Distrito de Lubin), en el río Oder, en octubre. En ese momento consiguió que se reanudaran las negociaciones.

## Traición y muerte

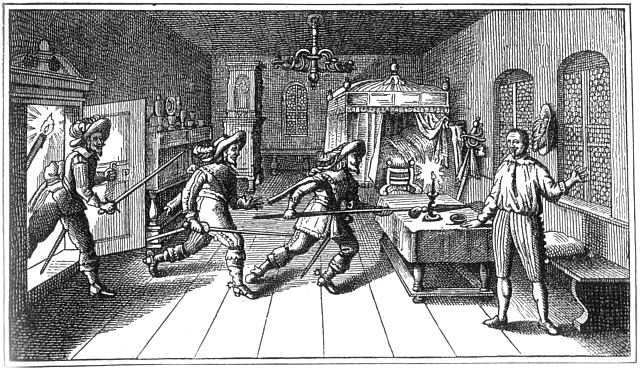
La muerte de Wallenstein.

En diciembre de 1633 se retiró con sus soldados a Pilsen (Bohemia). El emperador seguía sospechando sobre la lealtad de Wallenstein, ya que además de haber tenido poca voluntad en la lucha se ofreció como árbitro en las negociaciones entre católicos y protestantes. Fernando II pensó que Wallenstein podía cambiar de bando y le retiró de nuevo el mando de sus ejércitos y le declaró traidor a la causa católica condenándolo a muerte. Perdió el apoyo de parte de sus soldados y el 23 de febrero de 1634 junto con unos cientos de soldados leales se dirigió desde Pilsen hacia Cheb con la esperanza de reunirse con el ejército sueco comandado por Bernardo de Sajonia-Weimar.
Fue invitado junto con sus generales a una fiesta en Cheb en la noche del 25 de febrero. Mientras hacían consejo, tres de sus generales (Trcka, Ilow y Kinsky) fueron asesinados por un grupo de conjurados en favor del emperador. Luego, junto con seis soldados dragones, un oficial irlandés, el Coronel Budler, también conspirador del emperador Fernando, derribó con una lanza el cuerpo de Wallenstein mientras que el resto de conjurados hundieron repetidamente sus espadas hasta desfigurar el cuerpo. Puesto que se decía que Wallenstein era un gefrorener, un hombre invulnerable por arte diabólica, las armas estaban bendecidas. Fue enterrado en Jicin.
El periodo posterior que va desde la finalización de la batalla de Lützen hasta su muerte aparece reflejado en la obra de Calderón de la Barca y Antonio de Coello, El prodigio de Alemania (1634).